# Ouça!
O Ouça! foi um programa da TV Gazeta apresentado por Rodrigo Rodrigues.

## O programa
Exibido na sexta-feira, às 23h30, a atração faz parte da faixa jovem da emissora, juntamente com programas como A Máquina, comandando por Fabrício Carpinejar, Eu Nunca, da apresentadora e atriz Sophia Reis e o Cidade Ocupada, estrelado por Fred Melo Paiva.
Esse é o segundo projeto de Rodrigo na casa, que apresentou entre os meses de janeiro e fevereiro de 2015 o Almanaque de Trilhas Sonoras, que contava curiosidades e narrava a trajetória de músicas clássicas para a história do cinema. No ar desde o dia 6 de março de 2015, o Ouça! é uma experiência musical. Durante seus 30 minutos de exibição semanal, o telespectador é convidado a conhecer histórias, curiosidades e diferentes artistas dos mais variados gêneros musicais. O programa faz parte do Núcleo de Criação Cásper Líbero, criado no ano de 2011 com o intuito de rejuvenescer a imagem do canal paulistano e alavancar os índices de audiência da emissora. O programa saiu do ar em julho de 2015, devido ao programa ser por temporada.

## O Apresentador
Rodrigo Rodrigues é escritor, músico e jornalista. Já trabalhou na Rede Vida, TV Bandeirantes, TV Cultura, SBT e ESPN nas funções de repórter e apresentador. Além do trabalho na televisão, Rodrigo faz parte da banda Soundtrackers, que toca música clássicas do cinema, e já publicou dois livros: As Aventuras da Blitz, sobre o grupo de Evandro Mesquita, publicado em 2009 pela editora Ediouro, e o Live London, um guia de turismo sobre a cidade de Londres, em 2014. Nesse mesmo ano, o apresentador assina contrato com a TV Gazeta.

## Quadros

### Garimpo
Rodrigo Rodrigues leva um convidado até algum acervo, sebo ou loja de discos com o intuito de encontrar raridades do mundo da música. Durante o passeio, a personalidade em questão procura por álbuns que marcaram sua vida. Nomes como Soninha Francine, Otávio Mesquita e Fernando Meligeni já participaram da quadro.

### Entrevista
Nesse momento da atração, uma personalidade da música bate um papo com o apresentador Rodrigo Rodrigues sobre sua trajetória. Já foram entrevistados no programa nomes como Ronnie Von, Margareth Menezes, Dudu Nobre e Fernanda Takai.

### Headphones
O protagonista aqui é o telespectador. A produção do programa aborda pessoas com fone de ouvido nas ruas da cidade de São Paulo e perguntam o que elas estão escutando. O resultado é uma pluralidade imensa de gostos e estilos musicais.

### Som na Rua
Nesse quadro, músicos de rua falam sobre sua trajetória, curiosidades, dificuldades e benefícios de tocar ao ar livre sem tanto público e reconhecimento.

### Playlist
Famosos e anônimos divulgam suas playlists de cinco canções com os mais variados temas, desde "Músicas para se ouvir no trânsito" até listas de "Música Clássica".

### Performance
Ao final de cada programa, um cantor ou banda apresenta uma de suas canções. A rapper Lurdes da Luz e a banda Vanguart são alguns dos artistas que já performaram para o programa.

## Na Internet
Todos os programas já exibidos podem ser acessados na íntegra no Youtube, além de conteúdo exclusivo com mais performances musicais na web. Todas as músicas tocadas durante a atração estão disponíveis no Deezer.